# جيمس إي. جونسون
جيمس إي. جونسون (بالإنجليزية: James E. Johnson)‏ هو عسكري أمريكي، ولد في 1926، وتوفي في 2 ديسمبر 1950.